# Podwiszenje (Bieżanickoje, dawniej Porieczenskoje)
Podwiszenje (ros. Подвишенье) – wieś (ros. деревня, trb. dieriewnia) w zachodniej Rosji, w osiedlu wiejskim Bieżanickoje rejonu bieżanickiego w obwodzie pskowskim.

## Geografia
Miejscowość położona jest w dorzeczu rzeki Bieriozna, 21 km od drogi regionalnej 58K-019 (Łoknia – Chriapjewo) i centrum administracyjnego osiedla wiejskiego i całego rejonu (Bieżanice), 134 km od stolicy obwodu (Psków).

## Demografia
W 2010 r. miejscowość zamieszkiwała 1 osoba.